# Eckerö post- och tullhus

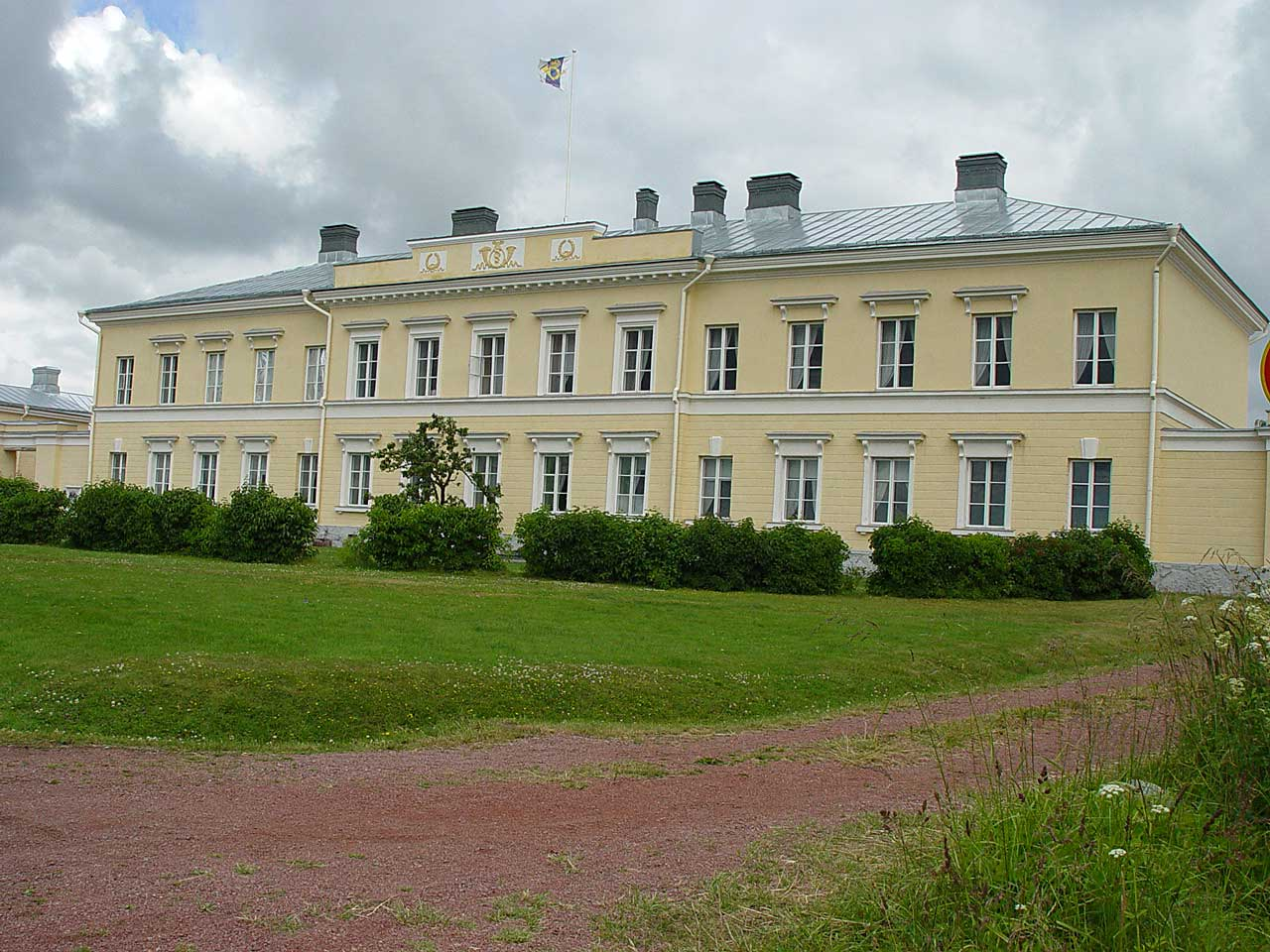
Eckerö post- och tullhus

Eckerö post- och tullhus är en kulturhistoriskt värdefull byggnad i Storby i Eckerö på Åland. Byggnaden uppfördes 1828 i empirstil efter ritningar av Carl Ludvig Engel och anses vara ett av Engels främsta profana verk.
Huset fungerade som gränsstation för det ryska imperiet mot Sverige och har stark anknytning till den historiska postvägen. Byggnaden och området runt den utgör en viktig del av det åländska kulturarvet. Sedan 1994 ägs huset av landskapet Åland och förvaltas av landskapsregeringen.